# Tintigny
Tintigny (en lorenès Tintnî) és un municipi belga de la província de Luxemburg a la regió valona. Fou format el 1977 de la fusió dels antics municipis de Tintigny, Saint-Vincent, Bellefontaine i Rossignol.

## Població dels nuclis (2004)
|               | Homes | Dones | Total |
| ------------- | ----- | ----- | ----- |
| Tintigny      | 371   | 412   | 783   |
| Bellefontaine | 405   | 392   | 797   |
| Rossignol     | 326   | 347   | 673   |
| St-Vincent    | 245   | 253   | 498   |
| Lahage        | 130   | 133   | 263   |
| Breuvanne     | 97    | 110   | 207   |
| Ansart        | 91    | 88    | 179   |
| Poncelle      | 55    | 52    | 107   |
| Han           | 24    | 29    | 53    |
| Total         | 1744  | 1816  | 3560  |